# Ruisseau Chaud (rivière Mariakèche)
Pour les articles homonymes, voir Rivière Chaude.
Le ruisseau Chaud coule dans la région administrative du Bas-Saint-Laurent, au Québec, au Canada, en traversant successivement les municipalités régionales de comté de :
- MRC de Rivière-du-Loup : municipalités de Saint-François-Xavier-de-Viger et Saint-Paul-de-la-Croix ;
- MRC Basques : municipalité de Saint-Clément.

Le ruisseau Chaud est un affluent de la rive ouest de la rivière Mariakèche laquelle coule jusqu'à la rive ouest de la rivière des Trois Pistoles ; cette dernière coule vers le nord jusqu'au littoral sud-est du fleuve Saint-Laurent où elle se déverse dans la municipalité de Notre-Dame-des-Neiges, dans la municipalité régionale de comté (MRC) des Basques.

## Géographie

### Cours
Le ruisseau Chaud prend sa source à l'embouchure d'un petit lac (longueur : 0,6 km ; altitude : 377 m), situé dans la municipalité de Saint-François-Xavier-de-Viger, au cœur des monts Notre-Dame. Ce lac est situé à 23,9 km au sud-est du littoral sud-est de l'estuaire du Saint-Laurent, à 3,4 km au sud-est du centre du village de Saint-François-Xavier-de-Viger, au sud-ouest du hameau "Grandbois" et à 6,7 km au nord-ouest du centre du village de Saint-Hubert-de-Rivière-du-Loup.
À partir du lac de tête, le ruisseau Chaud coule sur 23,6 km en région forestière à travers le massif des Appalaches, répartis selon les segments suivants :
- 2,1 km vers le nord-est dans Saint-François-Xavier-de-Viger, jusqu'à la route 291, qu'elle coupe à 3,2 km à l'ouest du centre du village de Saint-François-Xavier-de-Viger ;
- 2,5 km vers le nord, jusqu'à la l'embouchure du lac à Grandmaison (longueur : 1,0 k ; altitude : 335 m) que le courant traverse sur sa pleine longueur vers le nord ;
- 3,1 km vers le nord-est, jusqu'à la limite de Saint-Clément. Note : À partir de ce point et jusqu'à sa confluence, la rivière sert de délimitation entre les municipalités de Saint-Clément et de Saint-Paul-de-la-Croix.
- 5,9 km vers le nord, jusqu'à la route ;
- 7,3 km vers le nord-est, jusqu'à la route ;
- 2,7 km vers le nord, jusqu'à sa confluence.

Le ruisseau Chaud se déverse dans un coude de rivière sur la rive ouest de la rivière Mariakèche, laquelle coule vers le nord-est pour aller se déverser sur la rive ouest de la rivière des Trois-Pistoles.

## Toponymie
Le toponyme ruisseau Chaud a été officialisé le 5 décembre 1968 à la Commission de toponymie du Québec